# Ulrike Täck
Ulrike Täck (* 27. Februar 1968 in Gifhorn) ist eine deutsche Ingenieurin und Politikerin (Bündnis 90/Die Grünen). Seit Juni 2022 ist sie Abgeordnete im Schleswig-Holsteinischen Landtag.

## Leben
Täck absolvierte bis 1985 die Realschule in Weyhausen. 1989 schloss sie eine Ausbildung zur Werkstoffprüferin ab. In diesem Beruf war sie bis 1992 tätig. 1991 legte sie die Fachhochschulreife ab. Von 1992 bis 1996 studierte sie an der Hochschule Osnabrück Werkstofftechnik; sie schloss dieses Studium als Diplom-Ingenieurin ab. Von 1998 bis 2006 promovierte sie nebenberuflich an der Technischen Universität Bergakademie Freiberg und erlangte den Grad Dr.-Ing. Von 1996 bis 2009 war sie in verschiedenen Unternehmen in der Schweiz als Ingenieurin tätig. Von 2010 bis zu ihrem Einzug in den Landtag 2022 war sie Professorin für Werkstoffkunde an der Technischen Hochschule Lübeck.

## Politik
Täck ist seit 2014 Mitglied bei Bündnis 90/Die Grünen. Von 2015 bis 2021 war sie Kreisvorstandssprecherin der Grünen im Kreis Segeberg. Seit 2017 ist sie Mitglied des Landesparteirats der Grünen. Bei der Bundestagswahl 2017 kandidierte sie im Bundestagswahlkreis Segeberg – Stormarn-Mitte, verfehlte jedoch den Einzug in den Bundestag. Seit 2018 ist sie Mitglied des Kreistags des Kreises Segeberg.
Bei der Landtagswahl in Schleswig-Holstein 2022 kandidierte sie im Landtagswahlkreis Segeberg-Ost und auf Platz 15 der Landesliste der Grünen, verfehlte jedoch zunächst den Einzug in den Landtag. Nach der Bildung des Kabinetts Günther II und der Berufung von drei grünen Abgeordneten auf Ämter als Staatssekretäre oder Minister in der Landesregierung rückte sie über die Landesliste nach und wurde am 30. Juni 2022 von der Landtagspräsidentin vereidigt.